# Hasheket Shenish’ar
A Hasheket Shenish'ar (magyar átírásban: Haseket Senisar; héber nyelven: השקט שנשאר) című dal képviselte Izraelt a 2005-ös Eurovíziós Dalfesztiválon. A címet úgy lehetne lefordítani, hogy  „A csend, mely megmarad”, az előadó, Shiri Maimon azonban legszívesebben a "Time to Say Goodbye" címet adná neki, vagyis "A búcsú ideje". A dalt héber és angol nyelven adták elő.

## Pályafutása
A dal szerzői Eyal Shachar és Pini Aaronbayev, a zenéjét Pini Aaronbayev írta. Az előadó Shiri Maimon Izraelben neves előadónak számít, egy izraeli tehetségkutató versenyen elért második helyezésével tűnt fel először.

## Jellemzői
A szám egy erőteljes ballada; romantikus és érzelmes. Egy nőről szól, aki még mindig őrzi a szerelmet a régen látott férfi iránt, aki azonban már nem viszonozza azt. A dalban megfigyelhető a héber nyelv szépsége és annak az európaiak számára különleges hangjai.
A dal a 2005. március 2-án rendezett izraeli nemzeti döntőn nyerte el az indulás jogát. A tizennégy fős mezőnyből telefonos szavazatok, regionális zsűrik és a stúdióban jelenlévő nézők közösen választották ki a végül fölényes győzelmet arató dalt.
Mivel Izrael az előző évben nem végzett az első tízben, a dalt először a május 19-én rendezett elődöntőben adták elő. A fellépési sorrendben hetedikként adták elő, a monacói Lise Darly Tout de moi című dala után és a fehérorosz Anzsalika Ahurbas Love Me Tonight című dala előtt. A szavazás során százötvennyolc ponttal a hetedik helyen végzett a huszonöt fős mezőnyben, és ez elegendő volt a továbbjutáshoz.
A május 21-én tartott döntőben a fellépési sorrendben tizenegyedikként adták elő a spanyol Son de Sol együttes Brujería című dala után és a montenegrói No Name együttes Zauvijek moja című dala előtt. A szavazás során százötvennégy pontot szerzett – egy országtól, Monacótól begyűjtve a maximális tizenkét pontot – mely a negyedik helyezést érte a huszonnégy fős mezőnyben. Ez volt Izrael legjobb szereplése 1998-as győzelmük óta.